# 峯村沙紀
峯村沙紀（1990年4月18日—），出生於日本長野縣長野市，是一位日本女子排球運動員，目前效力於東麗箭，場上位置為主攻。身高178公分，體重67公斤，血型A型。2015新一季V聯賽獲擔任隊長一職。

## 生涯簡介
因為受到身為體育老師的父親影響，開啟她接觸的契機，從小學一年級起練習排球。她的兩個兄弟（哥哥和弟弟）也是排球選手。進入中學後，入選長野縣代表隊參加JOC盃，與小平花織等人獲得該屆的冠軍。高校就讀排球名校九州文化學園高等學校，為幫助學校奪得全國高等學校綜合體育大會排球競技大會、国民体育大会的功臣之一。此外，也成為青年國家隊一員，參與在台北舉行的2008年亞洲青年女子排球錦標賽，最終成功奪冠。
2009年4月，加入東麗箭。同月，入選日本女排。
2012年5月，在第61回黑鷲旗全日本男女選拔排球大會上，協助球隊晉級決賽，雖然不敵JT吃驚仰天獲得亞軍，不過由於自身貢獻良多，因此獲頒敢闘獎，並入選最佳陣容。同年9月，代表日本參加於泰國舉行的2012年亞洲盃女子排球錦標賽，以第五名作收。

## 生涯
- 所屬學校、球隊

長野市立綿内小學校（小布施體育少年團）→ 長野市立裾花中學校 → 九州文化學園高等學校（2006年 - 2009年） → 東麗箭（2009年 -）
- 日本女排青年隊 
  - 亞洲青年排球錦標賽 - 2008年
- 日本女排 （2009年、2012年）
  - 亞洲盃排球錦標賽 - 2012年

## 榮譽

### 個人
- 2012年 - 第61屆黑鷲旗全日本男女選拔排球大會  敢闘獎、最佳陣容
- 2012年 - 第54回近畿綜合選手權　MVP

### 俱樂部
- 2009/10賽季V超級聯賽 -  冠軍
- 2010年天皇杯及皇后杯全日本排球選手權大會 -   亞軍
- 第59屆黑鷲旗全日本男女選拔排球大會 -  冠軍
- 2010/11賽季V超級聯賽 -  亞軍
- 第60屆黑鷲旗全日本男女選拔排球大會 -  冠軍
- 2011年天皇杯及皇后杯全日本排球選手權大會 -   冠軍
- 2011/12賽季V超級聯賽 -  冠軍
- 2012年天皇杯及皇后杯全日本排球選手權大會 -   亞軍
- 第61屆黑鷲旗全日本男女選拔排球大會 -  亞軍
- 2012年亞洲女子排球俱樂部錦標賽[3]-  亞軍
- 2012/13賽季V超級聯賽 -  亞軍

### 國家隊
青年隊
- 2008年亞洲青年女子排球錦標賽 -  冠軍

## 備註
1. ↑  日本排球協會.  (PDF).   [2012-05-07]. （原始内容存档 (PDF)于2013-05-31）.
2. ↑  日本排球協會. .   [2012-09-05]. （原始内容存档于2012-09-06）.
3. ↑  . 日本排球協會.   [2012-08-24]. （原始内容存档于2012-08-15）.

## 外部連結
- V聯賽球員介紹 （页面存档备份，存于） （日語）
- 東麗箭女排隊官方網站 （日語）
- 東麗箭女排選手簡介 - 峯村沙紀 （日語）